# 澤﨑俊和
澤﨑 俊和（さわざき としかず、1974年9月21日 - ）は、千葉県千葉市若葉区出身の元プロ野球選手（投手）、野球指導者、野球解説者。

## 経歴

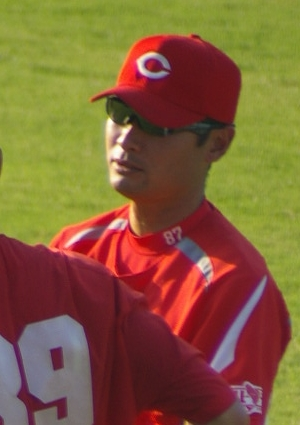
2008年9月4日

東京都足立区で生まれ、後に千葉へ転居する。小学2年で野球を始め、千葉市立みつわ台中学校3年の時に北千葉大会で優勝する。志学館高等学校（現：志学館高等部）では2年秋からエースになるが3年夏は県大会4回戦で敗退し甲子園出場ならず。プロ入りを拒否して青山学院大学へ進み、同期の清水将海とバッテリーを組んで3年秋にリーグ戦5勝を挙げて優勝に貢献、明治神宮大会では準決勝で近畿大学を相手に完封。4年春のリーグ戦で7勝を挙げてMVPと最優秀投手に選ばれ、大学選手権では準決勝で東北福祉大学を相手に12奪三振の完投、決勝では先発した同期の倉野信次を序盤で救援すると、やはり同期の主将・井口忠仁が2本塁打を放って優勝。日米大学野球代表に選出される。1996年の全日本アマチュア野球王座決定戦（現在は廃止）でも住友金属を下し、アマチュアNo1投手となった。東都大学リーグ通算45試合登板、18勝9敗　防御率2.09　204奪三振。最優秀投手2回（3年秋、4年春）、ベストナイン2回（3年秋、4年春）。1学年先輩に川越英隆、坪井智哉がいた。
1996年度ドラフト会議にて広島東洋カープから1位指名(逆指名)を受け、入団。1位指名が澤﨑で2位指名が黒田博樹だった。抜群のコントロールとスライダーを武器にしていた。
1997年シーズンは12勝を挙げ、新人王を獲得。
1999年シーズンには、ストッパーとして14セーブを挙げる。
2000年シーズン・2001年シーズンと右肘を故障に見舞われる。
2003年シーズン・2004年シーズンは中継ぎで40試合近く登板した。
2005年シーズンには再び故障。
同年のシーズン終了後、故障が元で自由契約となり、そのまま現役を引退。
同年のシーズンオフに現役を引退した小林幹英とともに翌年の2006年シーズンには投手コーチに就任。初年度は三軍コーチだったものの、清川栄治の退団に伴い2007年シーズンからは一軍投手コーチを担当。2007年3月5日に広島市民球場で行われた紅白戦で、先発した小山田保裕の後、他に投げる予定の投手がいなかったことから、コーチでありながら紅白戦で登板し、1回を被安打1無失点に抑える。本人曰く「冗談だと思っていた。誰も投球練習していないので『ほんとにオレかよ』とびっくりした。何とかストライクを入れようと集中していた」とのこと。また、2006年4月からは広島エフエムのDO THE CARPという番組に出演。また、同期入団で黒田より一軍定着が早かったが、今では黒田を「一番尊敬する投手ですね」と褒め称えた。
2009年シーズンからは再び三軍投手コーチに戻る。
2011年シーズンからは二軍投手コーチを担当。
2020年シーズンは、13年ぶりとなる一軍投手コーチを担当。
2021年シーズンは3度目となる三軍のコーチを務め、シーズン終了後の11月3日に退団が発表された。
2022年1月7日、日本海オセアンリーグの滋賀GOブラックスで投手コーチに就任することが発表された。チームは同年シーズン終了後の12月に1年間の活動休止を発表した。
2023年1月10日、滋賀からの退団が正式に発表された。その翌日の1月11日、ベイサイドリーグ（日本海オセアンリーグが改称）に今シーズンより加入するYKSホワイトキングスの監督に就任することが発表された。その傍らTBSテレビ（TBSチャンネル）の横浜DeNAベイスターズ主催試合（主に対広島戦）などに野球解説者として本数契約で出演する。2023年のベイサイドリーグシーズン終了後の10月3日、同シーズン限りでの監督退任が発表された。
2024年1月11日、ベースボール・チャレンジ・リーグ（ルートインBCリーグ）の群馬ダイヤモンドペガサスで投手コーチに就任することが発表された。1シーズン務め、シーズン終了後の10月4日に退任が発表された。
2025年から広島時代の同僚である町田公二郎が監督を務める福井工業大学硬式野球部のチーフ投手コーチに就任。

## 選手としての特徴
一軍投手コーチとして1年目の澤﨑の活躍に立ち合った川端順は澤﨑について「練習熱心な選手。ブルペンで体力を使い切らないように (当時は当たり前に行われていた) 週に2、3度行うブルペンでの調整を免除したほど」と振り返っている。
2年目は不調に陥り、3年目に川端が「責任感が強く、チームの為に投げられる選手」という理由でクローザーに配置転換を行なった。クローザーは通常7回から準備を始めるが、澤﨑はどれだけ点差があっても5回からブルペンに入る真面目さだった。
川端は澤﨑について「酷使したのは我々の責任かもしれない。しかし、あれだけの練習が彼を作り上げたのは間違いない」と評している。

## 詳細情報

### 年度別投手成績
| 年 度     | 球 団     | 登 板 | 先 発 | 完 投 | 完 封 | 無 四 球 | 勝 利 | 敗 戦 | セ 丨 ブ | ホ 丨 ル ド | 勝 率 | 打 者 | 投 球 回 | 被 安 打 | 被 本 塁 打 | 与 四 球 | 敬 遠 | 与 死 球 | 奪 三 振 | 暴 投 | ボ 丨 ク | 失 点 | 自 責 点 | 防 御 率 | W H I P |
| --------- | --------- | ----- | ----- | ----- | ----- | -------- | ----- | ----- | -------- | ----------- | ----- | ----- | -------- | -------- | ----------- | -------- | ----- | -------- | -------- | ----- | -------- | ----- | -------- | -------- | ------- |
| 1997      | 広島      | 38    | 21    | 2     | 1     | 0        | 12    | 8     | 0        | --          | .600  | 673   | 156.1    | 162      | 23          | 47       | 1     | 7        | 106      | 4     | 0        | 68    | 65       | 3.74     | 1.34    |
| 1998      | 広島      | 17    | 1     | 0     | 0     | 0        | 1     | 0     | 0        | --          | 1.000 | 111   | 23.2     | 30       | 3           | 12       | 0     | 0        | 18       | 2     | 0        | 14    | 13       | 4.94     | 1.77    |
| 1999      | 広島      | 25    | 0     | 0     | 0     | 0        | 1     | 2     | 14       | --          | .333  | 105   | 24.0     | 25       | 2           | 10       | 1     | 0        | 16       | 1     | 0        | 17    | 17       | 6.38     | 1.46    |
| 2000      | 広島      | 15    | 13    | 0     | 0     | 0        | 4     | 4     | 0        | --          | .500  | 281   | 61.2     | 72       | 8           | 28       | 2     | 1        | 38       | 2     | 0        | 42    | 38       | 5.55     | 1.62    |
| 2002      | 広島      | 5     | 0     | 0     | 0     | 0        | 0     | 0     | 0        | --          | ----  | 14    | 4.1      | 3        | 0           | 1        | 0     | 0        | 1        | 0     | 0        | 2     | 1        | 2.08     | 0.92    |
| 2003      | 広島      | 40    | 0     | 0     | 0     | 0        | 4     | 1     | 1        | --          | .800  | 202   | 45.2     | 56       | 6           | 16       | 1     | 3        | 35       | 1     | 0        | 22    | 22       | 4.34     | 1.58    |
| 2004      | 広島      | 38    | 0     | 0     | 0     | 0        | 2     | 2     | 0        | --          | .500  | 191   | 43.0     | 52       | 11          | 15       | 0     | 1        | 28       | 0     | 0        | 33    | 32       | 6.70     | 1.56    |
| 2005      | 広島      | 2     | 0     | 0     | 0     | 0        | 0     | 0     | 0        | 0           | ----  | 5     | 1.1      | 1        | 0           | 0        | 0     | 0        | 1        | 0     | 0        | 0     | 0        | 0.00     | 0.75    |
| 通算：8年 | 通算：8年 | 180   | 35    | 2     | 1     | 0        | 24    | 17    | 15       | 0           | .585  | 1582  | 360.0    | 401      | 53          | 129      | 5     | 12       | 243      | 10    | 0        | 198   | 188      | 4.70     | 1.47    |

### 表彰
- 新人王（1997年）

### 記録
初記録
投手記録
- 初登板：1997年4月6日、対阪神タイガース2回戦（広島市民球場）、8回表に3番手で救援登板・完了、2回1失点
- 初奪三振：同上、9回表に関川浩一を見逃し三振
- 初勝利：1997年4月10日、対ヤクルトスワローズ3回戦（明治神宮野球場）、9回裏に2番手で救援登板・完了、3回無失点
- 初先発登板：1997年4月20日、対中日ドラゴンズ2回戦（長良川球場）、6回3失点
- 初先発勝利：1997年4月26日、対読売ジャイアンツ5回戦（東京ドーム）、5回0/3を3失点
- 初完投勝利：1997年7月9日、対ヤクルトスワローズ15回戦（明治神宮野球場）、9回2失点
- 初完封勝利：1997年10月7日、対横浜ベイスターズ26回戦（広島市民球場）
- 初セーブ：1999年5月30日、対横浜ベイスターズ10回戦（広島市民球場）、9回表に5番手で救援登板・完了、1回無失点

打撃記録
- 初安打・初打点：1997年4月26日、対読売ジャイアンツ5回戦（東京ドーム）、2回表に岡島秀樹から右前適時打

その他の記録
- オールスターゲーム出場：1回（1997年）

### 背番号
- 14（1997年 - 2005年）
- 87（2006年 - 2021年、2024年）
- 88（2022年）
- 89（2023年）